# Bacchisa punctata
Bacchisa punctata là một loài bọ cánh cứng trong họ Cerambycidae.